# Pallacanestro ai Giochi del Commonwealth
La pallacanestro ai Giochi del Commonwealth è stata introdotta nel 2006, nell'edizione svoltasi a Melbourne.

Dato che il basket, in questa manifestazione, rientra fra le discipline opzionali, il torneo di pallacanestro si è svolto solo nelle edizioni disputatesi in terra australiana.